# Nachtrit
Nachtrit is een speelfilm van het genre psychologische thriller, die zich afspeelt tegen de achtergrond van de Amsterdamse taxioorlog die de hoofdstedelijke binnenstad rond het jaar 2000 teisterde. Monopolist TCA werd ervan beschuldigd de taxioorlog geregisseerd te hebben om een einde te maken aan de concurrentie van het nieuwe bedrijf Taxidirekt.

## Verhaal
Nachtrit is een persoonlijk relaas van eenmansrit door de duisternis. De Amsterdamse taxichauffeur Dennis leert dat de tijd van short-cuts en korte-termijnoplossingen voorbij is als hij zichzelf en zijn familie in levensgevaar brengt door met de verkeerde mensen in zee te gaan. Hoe harder hij vecht, hoe dieper hij in de problemen komt, en hoe minder opties hij over heeft. Als hij vogelvrij, opgejaagd en gestript is van alles wat hem lief is, wordt hij geconfronteerd met zichzelf en kan hij nog maar een ding doen om zijn vrijheid te herwinnen; een daad stellen. Een ultieme daad van onbaatzuchtigheid.
De film kenmerkt zich door een beklemmend perspectief. De kijker stapt in en volgt een typisch Amsterdamse taxichauffeur van zeer dichtbij en wordt zo een indringende blik gegund in een Amsterdamse subcultuur. Het (over)leven op straat, de romantiek van het ‘vrije rijden’ en de klemmende greep van een criminele organisatie op een mobiel leger van honderden chauffeurs, vormen de achtergrond waartegen een doodsstrijd wordt uitgevochten van één man tegen een machtige organisatie.

## Rolverdeling
- Frank Lammers — Dennis van der Horst
- Fedja van Huêt — Marco van der Horst
- Peggy Jane de Schepper — Elize van der Horst
- Zita de Quay — Maxje
- Mohammed Chaara — Mahmoud
- Henk Poort — Ome Jan Bremer
- Hans Kesting — Joris
- Fred Schrijber — Ruud
- Bob Schrijber — Cees
- Jeroen Willems — Joop Schroeder
- Jaap Spijkers — Grimbergen
- Yorick van Wageningen — taxichauffeur
- Theo Maassen — passagier
- Caro Lenssen — passagier
- Debbie Korper — juriste

## Trivia
- Nachtrit ging op 30 september 2006 in première op het Nederlands Film Festival te Utrecht.
- Nachtrit is als speelfilm ontwikkeld bij de NPS.
- Net als voor De Dominee werd de titelsong voor Nachtrit verzorgd door Intwine met het nummer "Feel It", waarvan ook een videoclip werd gemaakt met beelden uit de film.

## In de prijzen
- Nachtrit werd genomineerd voor vier Gouden Kalveren; die voor beste vrouwelijke bijrol, beste mannelijke bijrol, beste mannelijke hoofdrol en beste film. Uiteindelijk won Frank Lammers het Gouden Kalf voor beste mannelijke hoofdrol en Fedja van Huêt die voor beste mannelijke bijrol.
- Nachtrit is door Nederlandse filmjournalisten uitgeroepen tot beste Nederlandse film van 2006.